# Knud Hjortø
Knud Hjortø (* 4. Januar 1869 in Kirke Værløse, Seeland (Sjælland), Dänemark; † 25. November 1931 in Frederiksberg Kommune) war ein dänischer Schriftsteller.

## Leben
Nach dem Schulbesuch absolvierte er das Lehrerseminar Jonstrup Seminarium in Nørrebro und war nach dessen Abschluss 1888 zunächst als Lehrer tätig. Daneben beschäftigte er sich mit Sprachforschung.
Nach einem Aufenthalt in Paris begann er sein schriftstellerisches Wirken und veröffentlichte 1899 mit Syner sein erstes Werk. Seine nachfolgenden Romane, die philosophisch-psychologisch geprägt sind, teilweise aber auch satirische Einschläge enthalten, machten ihn zu einem wichtigen Vertreter der klassischen modernen dänischen Literatur.
Zu seinen weiteren Romanen gehören:
- Støv og stjærner, 1904; dt.: Staub und Sterne (aus dem Dänischen von Hermann Kiy, mit einem Nachwort von Esther Kielberg und einer Anmerkung zum Übersetzer von Hanns Grössel), Lilienfeld Verlag, Düsseldorf 2007, ISBN 978-3-940357-01-4 (Lilienfeldiana Bd. 1)[1]
- To verdener (Zwei Welten), 1905
- Hans Råskov, 1906
- Den gang man var ung, 1908
- Rasmus, 1909
- Den fortabte søn, 1910
- Grøn ungdom og grå sjæle, 1911
- Fru Herta, 1914
- Æventyret, 1915
- Tvelys, 1917
- Kærlighedens spind, 1920
- Faust, 1921
- Hans Heilums nat, 1924
- Svundne somre og gamle vintre, 1931

Daneben verfasste er zahlreiche Novellen und Essays. Für sein literarisches Schaffen wurde er 1912 mit dem Carl-Andreas-Ancker-Preis sowie 1927 mit dem Literaturpreis Drachmannlegatet ausgezeichnet. 1933 wurde posthum von der Muttersprachlichen Vereinigung (Samfundet Modersmaalet) sein Wörterbuch Afløsningsordbog veröffentlicht, ein Werk zur Ersetzung und Neugestaltung von rund 3.000 Vokabeln der dänischen Sprache. Nach seinem Tode wurde er auf dem Friedhof Vestre Kirkegård in Kopenhagen beigesetzt.